# Борис (Шипулін)
Архієпископ Борис (в миру — Володимир Павлович Шипулін; 27 грудня 1876, Вельськ — 23 лютого 1938, тюрма НКВД СССР у Ташкенті) — російський релігійний діяч в Україні й Татарстані. Ректор Московської духовної семінарії. Походив очевидно з вепської родини.
Єпископ з титулами в Україні: Вінницький, другий вікарій Подільської єпархії (1912—1914); Балтський, перший вікарій Балтської єпархії (1914—1915). З титулом у Татарстані — єпископ Чебоксарський, другий вікарій Казанської єпархії. Після 1918 — єпископ Російської православної церкви (тихонівської). Загинув із титулом архієпископ Ташкентський.
Жертва сталінського терору.

## Біографія
Народився в місті Вельську, Вологодської губернії (нині Бєльський район Архангельської області). 1896 закінчує Вологодське духовне училище (Вологодська Духовна Семінарія). 1900 закінчує Московську духовну академію.
Після закінчення академії отримує ступінь кандидата богослов'я і призначається помічником інспектора академії. В цей же рік приймає чернечий постриг.
14 січня 1901 висвячений у сан ієродиякона, а 31 березня — у сан ієромонаха. 1902-1905 інспектор Курської і Псковської духовних семінарій, був зведений в сан архімандрита. 1905 призначений синодальним ключарем і настоятелем церкви Дванадцяти Апостолів в Московському Кремлі. 1906 призначений настоятелем Новоспаського монастиря. 1909 — ректор Московської духовної семінарії.

## Єпископ в Україні
24 червня 1912 був хіротонізований на єпископа Вінницького, другого вікарія Подільської єпархії ВПСРІ.
14 лютого 1914 призначений єпископом Балтським, першим вікарієм тієї ж єпархії.

## Єпископ у Татарстані
12 лютого 1915 призначений єпископом Чебоксарский, другим вікарієм Казанської єпархії, одночасно був настоятелем Казанського Кизичського монастиря.
У 1917-1918 роках брав участь в роботі Помісного собору Російської Православної Церкви.

## Єпископ у Бурятії
З грудня 1918 року — єпископ Кіренський, вікарій Іркутської єпархії.
У 1918 році — тимчасово керуючий Пермською і Кунгурскою епархією.

## Єпископ у Башкортостані
З 1921 року — єпископ Уфимський.
У жовтні 1922 року заарештований в Уфі, звільнений в 1923 році.

## Єпископ у Росії
У 1927 році возведений у сан архієпископа і 15 вересня 1927 призначений архієпископом Тульським. Займав кафедру до кінця 1927 року і потім до 1934 року єпархією не керував через арешт та відбування покарання у Соловецькому таборі.

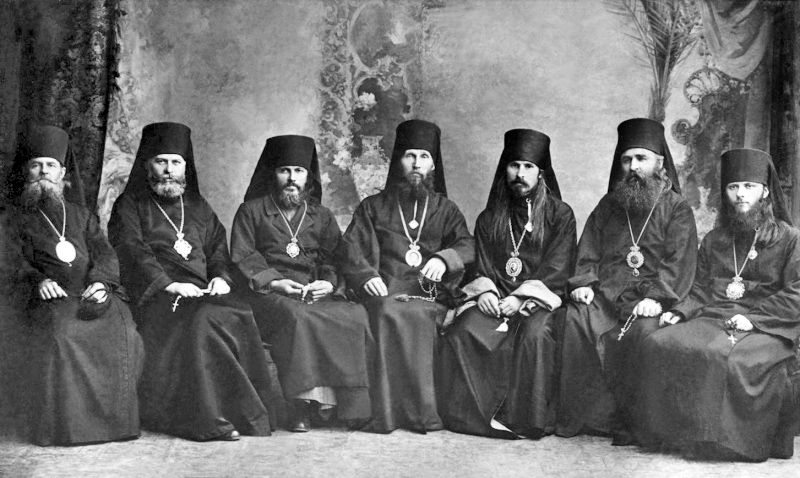
Зліва направо: єпископи Павло Кратіров, Костянтин (Дяков), Борис (Шипулін), Євгеній Зьорнов, Онуфрій (Гагалюк), Дамаскін Цедрик, Антоній Панкеєв. Харків 1927 рік. Всі були арештовані і розстріляні НКВД.

У 1934 році призначений архієпископом Тобольским (в управління не вступав). З 8 травня 1935 року — архієпископ Томський, 27 травня звільнений від управління Томської єпархією. У 1936 році призначений архієпископом Олонецьким (в управління єпархією не вступав).

## Єпископ в Узбекистані
З 26 лютого 1936 року — архієпископ Ташкентський. Арештований в 1937 році. Розстріляний в катівнях внутрішньої в'язниці УГБ НКВД УзРСР 23 лютого 1938, в Ташкенті.

Мешканці Ташкента пригадуючи останні дні земного шляху архіпастиря розповідали: 
|  | Владика Борис, незважаючи на заборони влади, відкрито і всюди, де з’являвся, проповідував народу Слово Боже. В особистому побуті відрізнявся не просто невибагливістю, а убогістю. Часто занурювався в глибоку печаль, з очей його потоками лилися сльози, і на всі питання у такі хвилини відповідав: «Нехай простять мене, мерзенного, Бог і Патріарх Тихон». Ходив він у ветхому підряснику, босоніж у будь-яку негоду, харчувався тільки хлібом і водою, носив вериги, у присутності невіруючих юродствував. Владика був прозорливий, читав думки людей, відповідав на наші питання перш, ніж ми їх ставили, а наодинці кожному говорив про найпотаємніше... Паства гаряче любила його і захоплювалася ним. |